# Kościół św. Jerzego w Kupie
Kościół św. Jerzego – rzymskokatolicki kościół parafialny w Kup. Świątynia należy do parafii św. Jerzego w Kupie w dekanacie Siołkowice, diecezji opolskiej. Dnia 24 maja 2011 roku, pod numerem A-148/2011, kościół został wpisany do rejestru zabytków województwa opolskiego.

## Historia kościoła
Kościół w Kupie został wybudowany w stylu neogotyckim w latach 1897–1898. Cennym przedmiotem znajdującym się w kościele są organy. Zostały one wybudowane przez firmę Spiegel w 1897 roku. Posiadają 18 głosów, 2 manuały plus pedał, traktura gry i rejestrów jest pneumatyczna.